# Quérulence
 Mise en garde médicale
La quérulence est, en psychiatrie, un délire de revendication qui amène à multiplier les combats pour redresser un dommage réel ou fictif. À travers ses comportements, la personne se montre anormalement persistante dans ses démarches et recours afin d’obtenir justice ou réparation.
La personne malade, souvent paranoïaque, amplifie démesurément son préjudice et poursuit indéfiniment celui à qui elle en impute la cause. Sans succès dans sa plainte, elle peut user de violence. Le diagnostic différentiel du délire de revendication, à distinguer du délire d'interprétation, a été décrit par Sérieux et Capgras.
Dans le système judiciaire, les personnes souffrant de quérulence sont appelés « plaideurs quérulents ». Par leur attitude, ils peuvent perturber les activités d'un tribunal en le surchargeant de travail.

## Terminologie
La quérulence est un terme dérivé de « quérulent » emprunté au latin tardif querulans (« qui se plaint », « qui plaide en justice »).

## Caractéristiques
La quérulence est définie comme une « tendance pathologique à se plaindre d’injustices dont on se croit victime ». Elle survient surtout entre 40 et 60 ans et est caractérisée par l'apparente grande logique juridique dont fait preuve la personne. Les plaideurs quérulents se représentent généralement seuls.
Dans le cas d'un hypocondriaque, la cible du harcèlement ou de la vengeance peut être un médecin.

## Traitement
La maladie fait partie de la Classification internationale des maladies dans le chapitre 5 sous la rubrique F22.8 « Autres troubles délirants persistants ».

## Régulation dans le système judiciaire
Plusieurs pays ont établi des règles de manière à encadrer les plaideurs quérulents.

### Canada

#### Québec
Au Québec, les tribunaux ont le pouvoir d'interdire à une personne d'introduire une action en justice sans une autorisation préalable. Un avocat qui estime que lui ou son client est victime de quérulence peut introduire un recours en déclaration de quérulence en vertu de l'article 51 du Code de procédure civile du Québec.

### États-Unis

#### Californie
En Californie, le Code de procédure civile prévoit des situations où une personne est déclarée plaideuse quérulente.

## Quérulents notoires
- Valery Fabrikant (1940-), ancien professeur en génie mécanique à l'Université Concordia à Montréal et auteur de la tuerie de l'Université Concordia en 1992.
- Dorothy Squires (1915-1998), autrice-compositrice-interprète galloise.